# Grace Moore
Mary Willie Grace Moore (ur. 5 grudnia 1898 w Slabtown, zm. 26 stycznia 1947 w Kopenhadze) – amerykańska aktorka i śpiewaczka operowa nominowana do Oscara za rolę w filmie Noc miłości. Zginęła w katastrofie lotniczej samolotu DC-3 na lotnisku w Kopenhadze.

## Wybrana filmografia
- 1931: New Moon